# Lac Hunting Creek
Le lac Hunting Creek (en anglais : Hunting Creek Lake) est un lac de barrage américain dans le comté de Frederick, au Maryland. Il est situé à 305 mètres d'altitude au sein du parc d'État de Cunningham Falls.